# Замок Бран

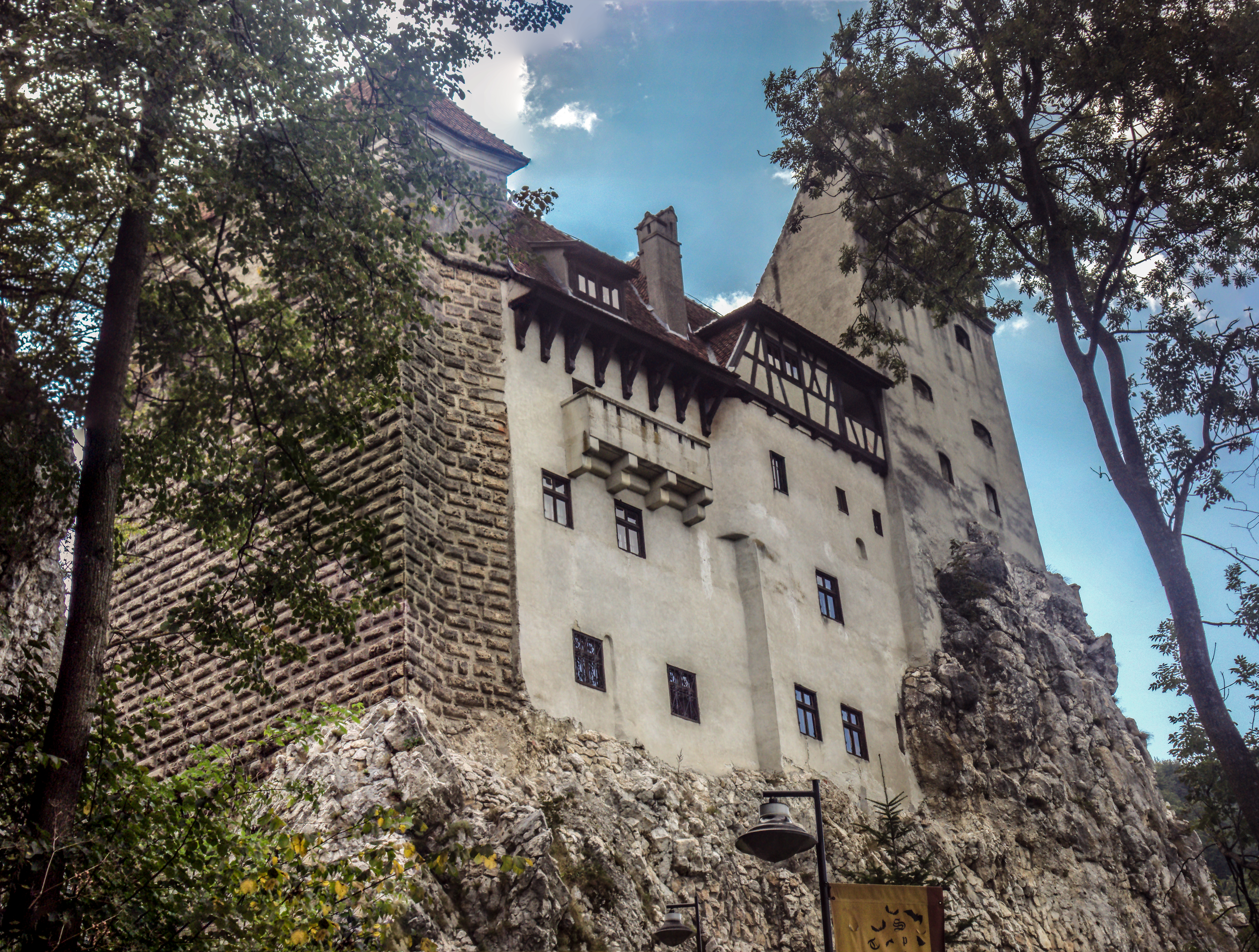

Замок Бран (рум. Castelul Bran), або Замок Дракули — знаходиться у селі Бран адміністративному центрі комуни Бран, повіті Брашов, Трансільванія у Румунії за 30 км від м. Брашов.

## Історія
Замок був зведений у 1212 році як фортеця на шляху через ущелину Рукар-Бран, котра перетинає Карпати. За одними джерелами, замок був збудований на кошти місцевих мешканців, за іншими — на кошти асоціації купців. У 1920 році місцева громада за визначний внесок у розвиток держави подарувала замок Бран королеві Румунії, Марії. Надалі замок реставрували і він перейшов у спадщину членам королівської сім'ї.
В 1948 році, за часів соціалістичної влади, королівська сім'я була відправлена у вигнання і замок перейшов у державну власність. У 1956 році частину замку переобладнали в музей, але той з часом прийшов у занепад. Після румунської революції 1989 року родина Габсбургів повернула замок у свою приватну власність. У 1987–1993 роках була проведена масштабна реконструкція будівель та приміщень замку.

### Легенда про Дракулу
У XIX столітті замок став всесвітньо відомим завдяки роману «Дракула» ірландського письменника Брема Стокера.

## Архітектура

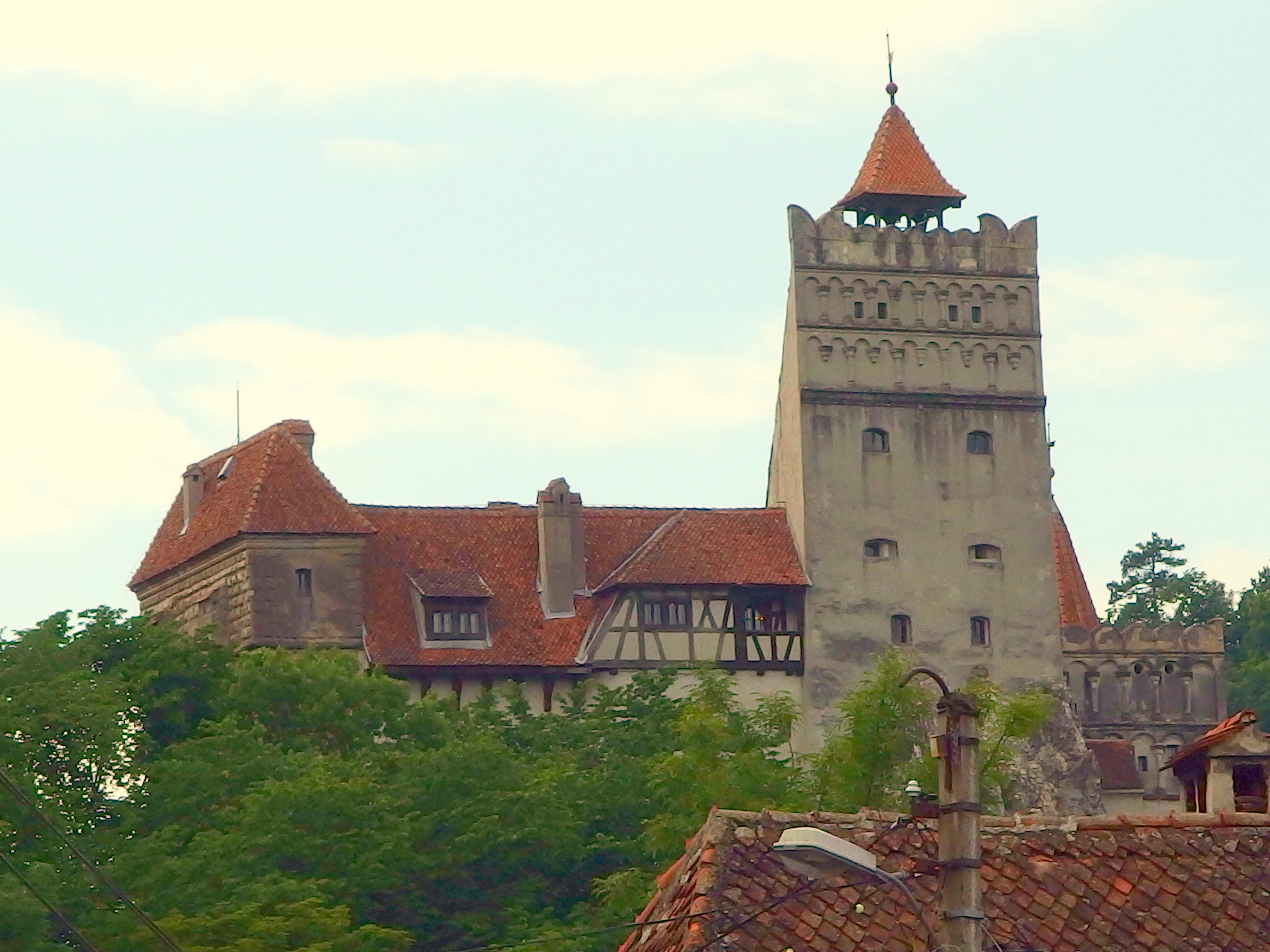
Замок Бран

Замок збудований на скелі з використанням каменю та цегли. Будівля у горизонтальному плані має форму неправильної трапеції, а у вертикальному — складається з чотирьох рівнів. У внутрішньому дворі замку є колодязь.

## Сучасне використання
На сьогодні власник замку, онук королеви Марії, надає замок в оренду державі для використання як музею. Легенда про вампіра графа Дракулу зробила замок одним із найвідвідуваніших туристичних об'єктів Румунії.  

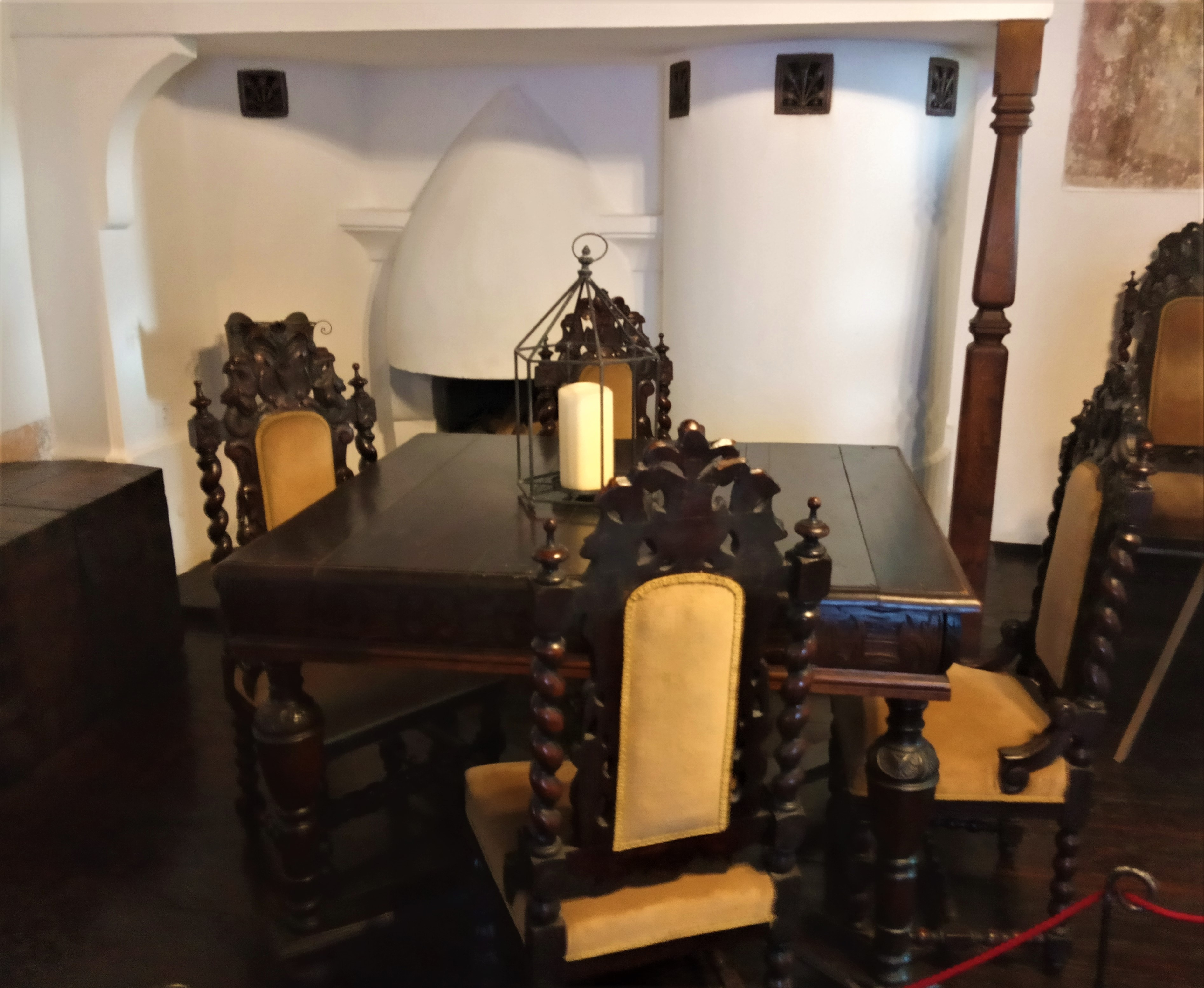
Фрагмент інтер`єру замку Бран

## Галерея

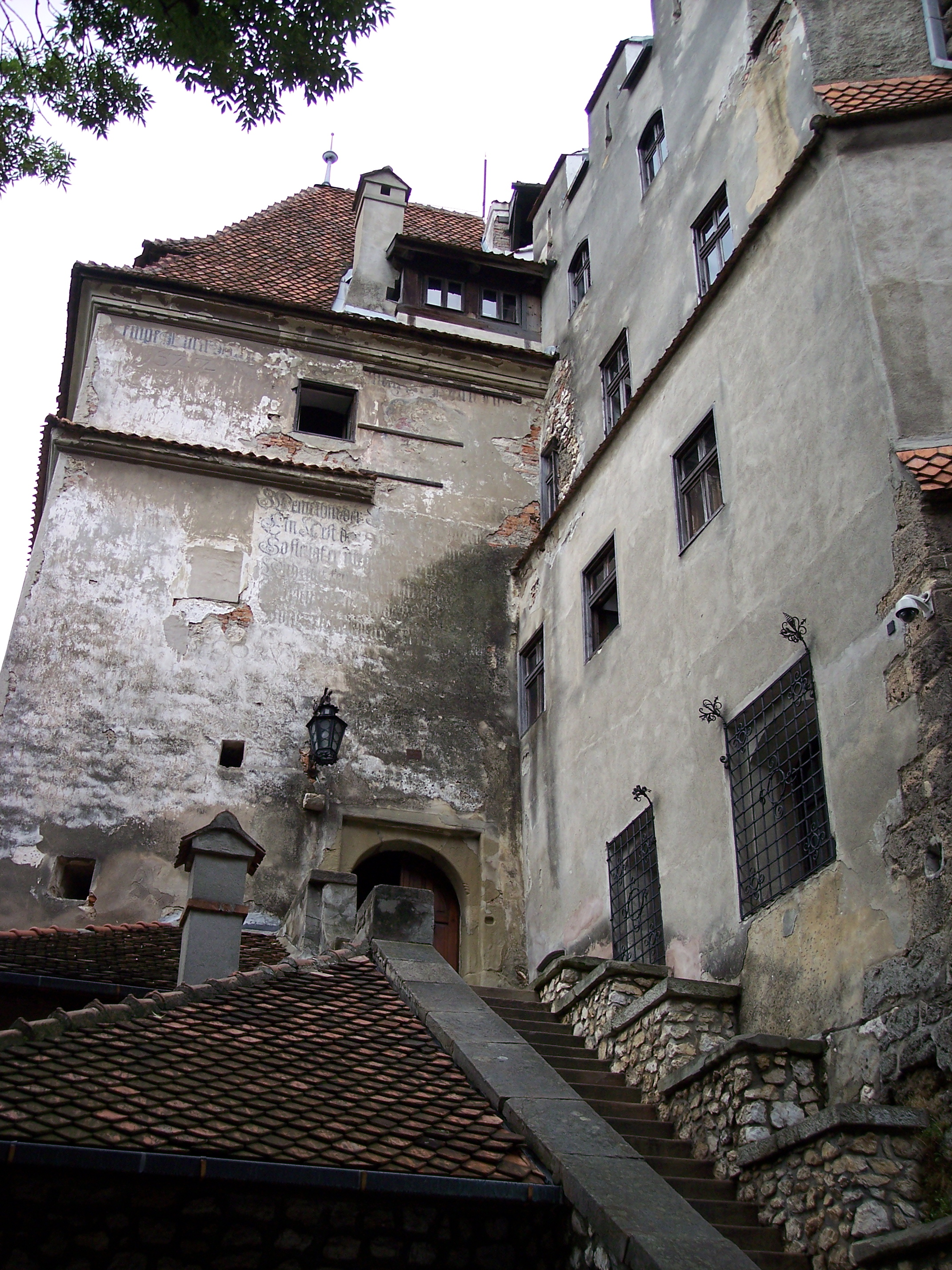
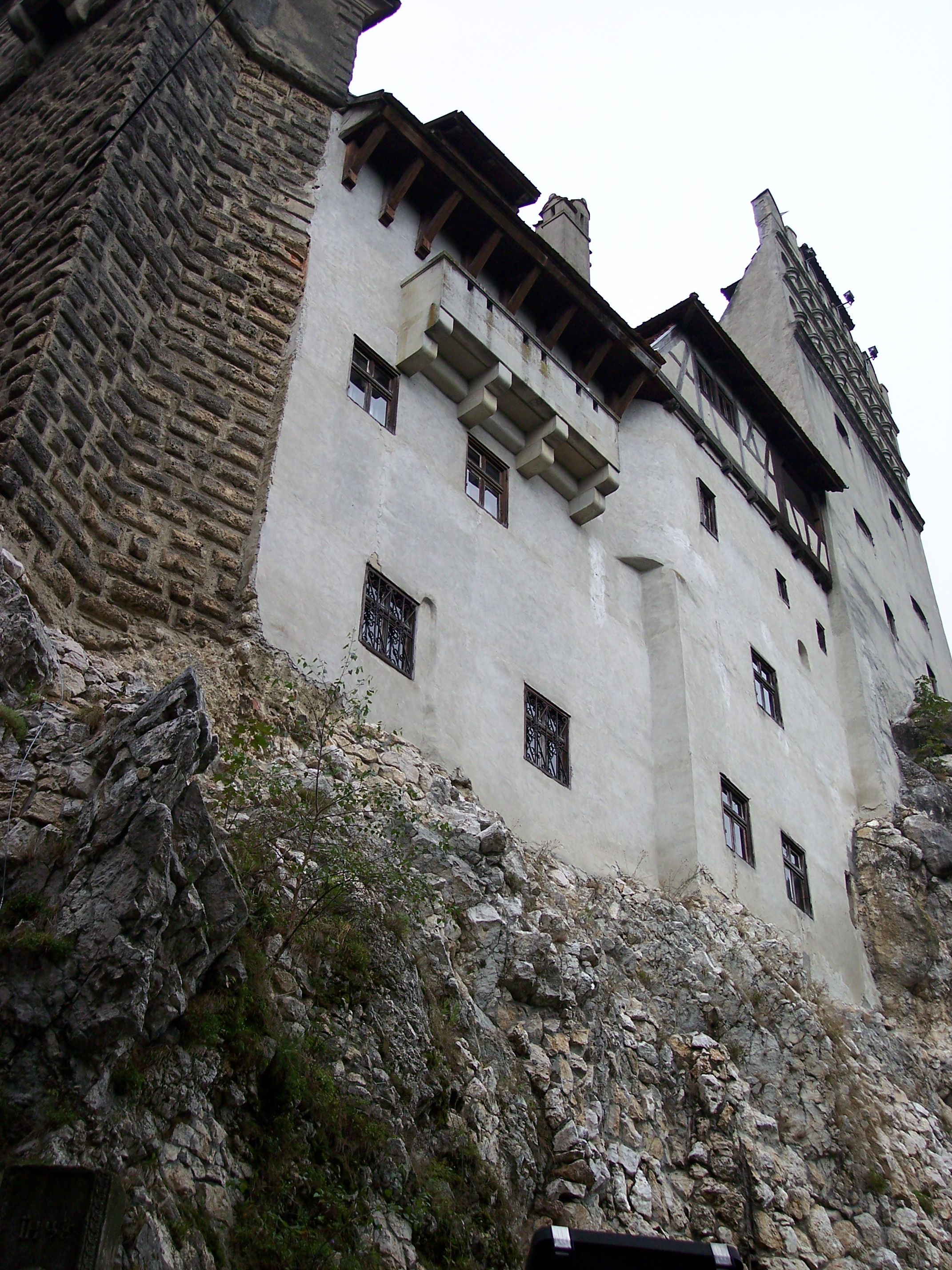
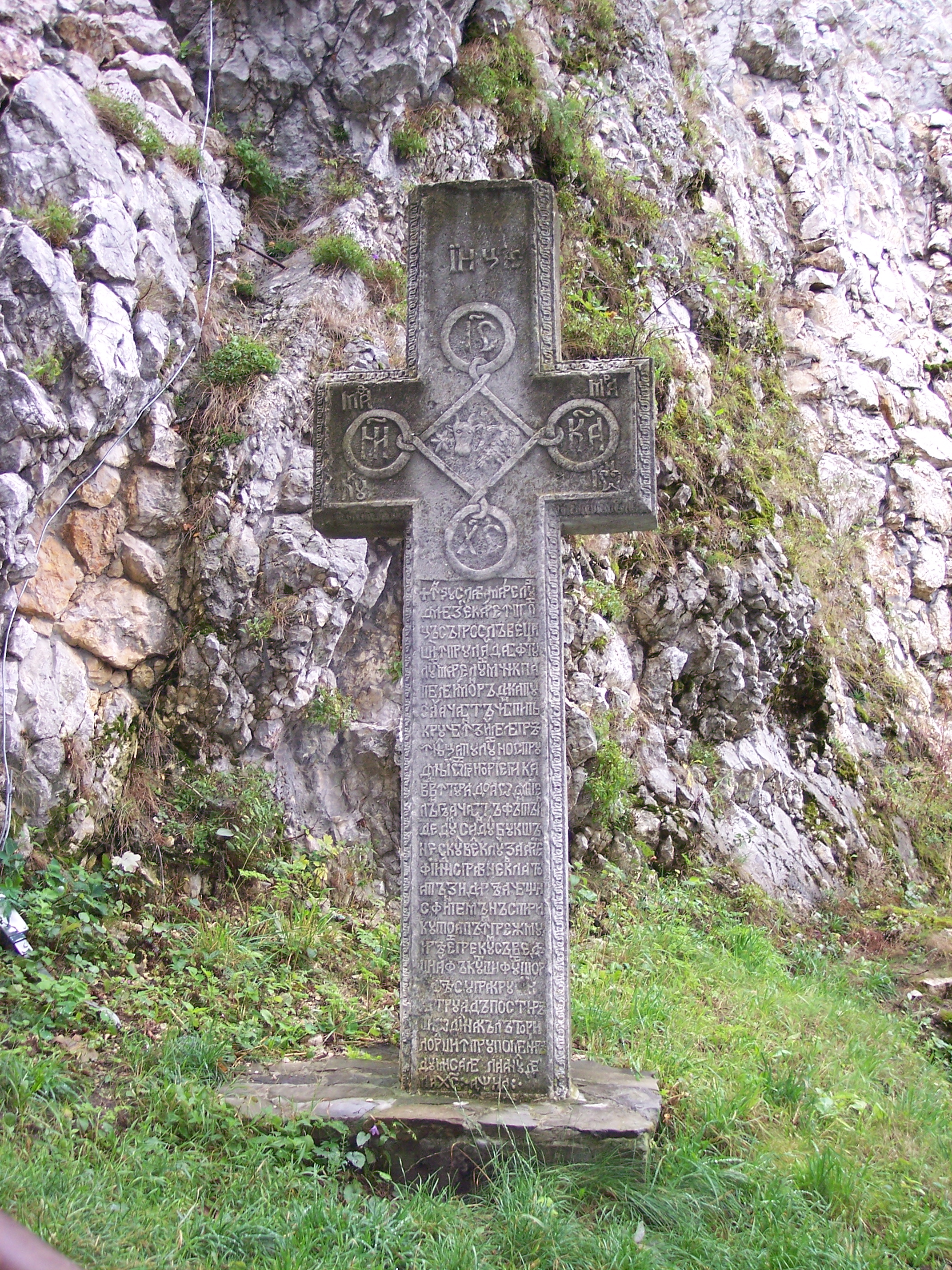
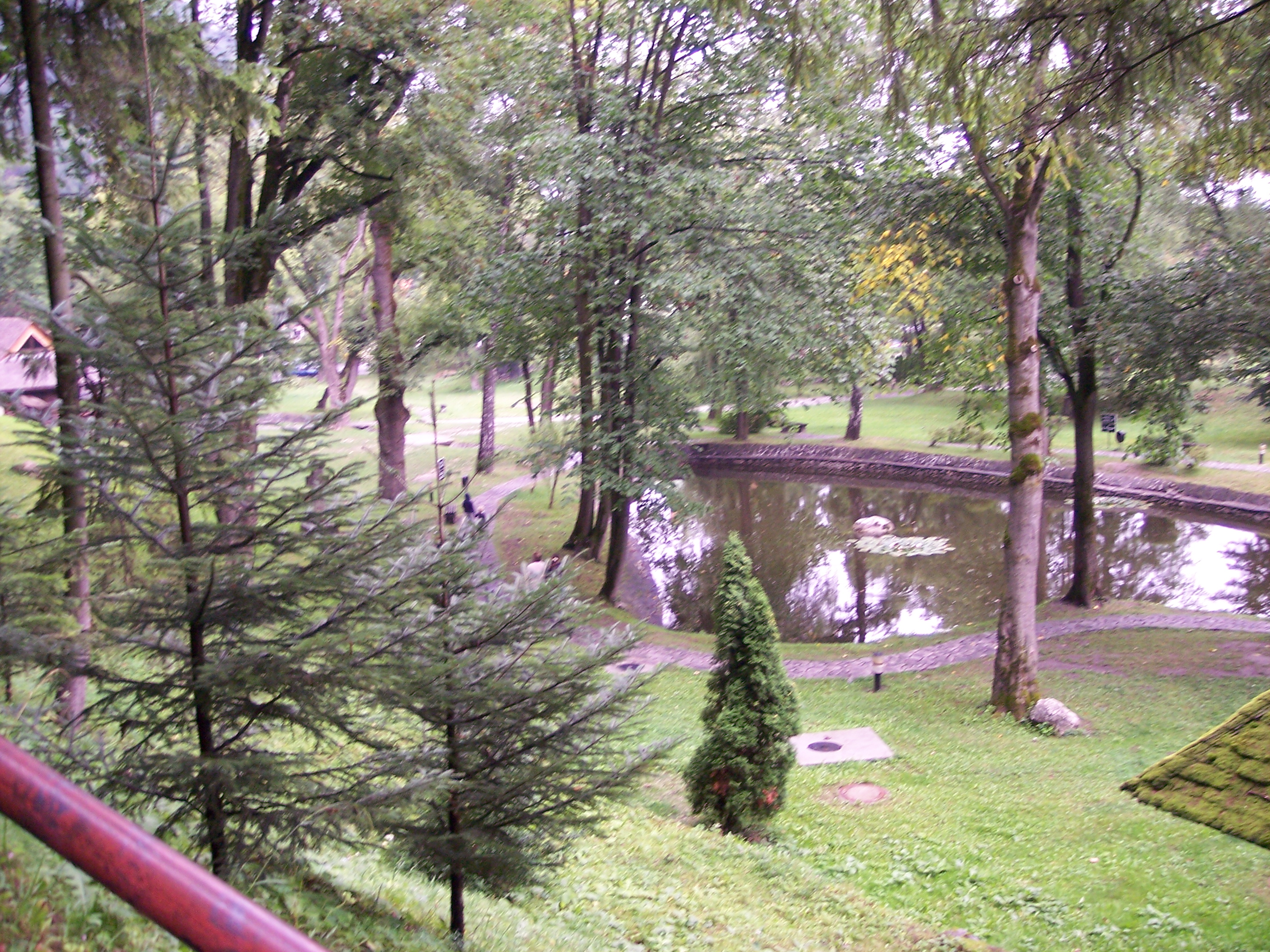
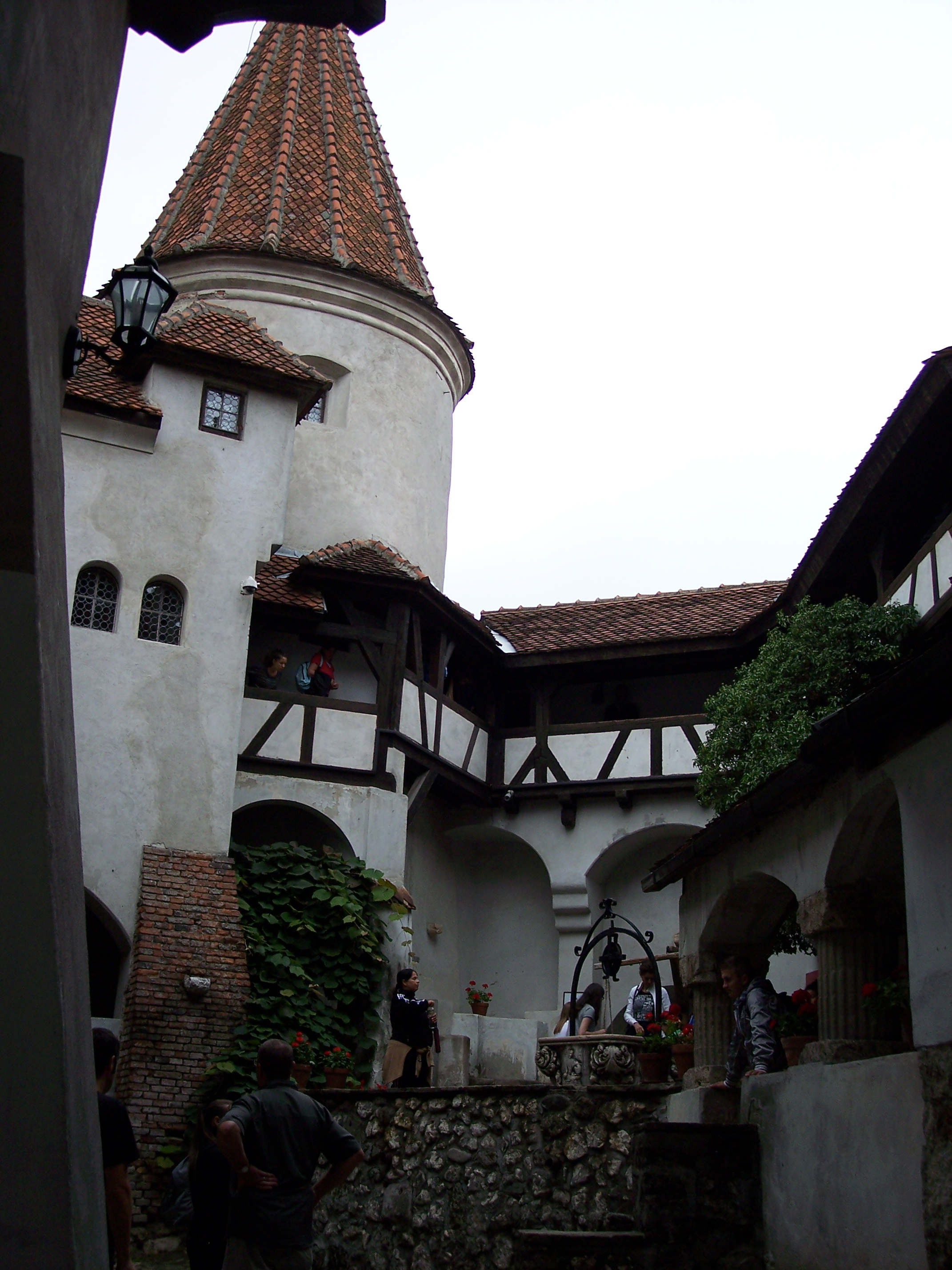
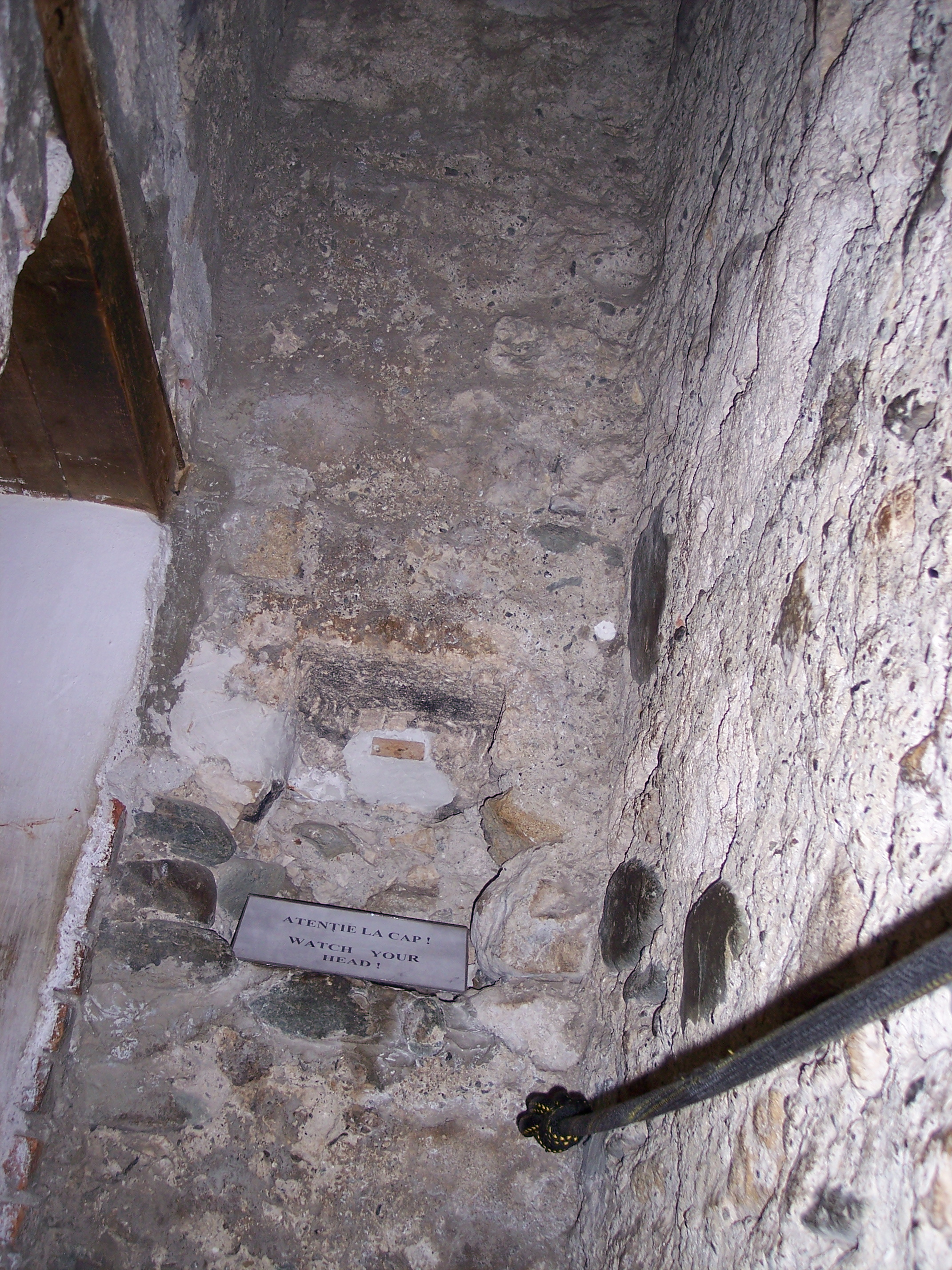
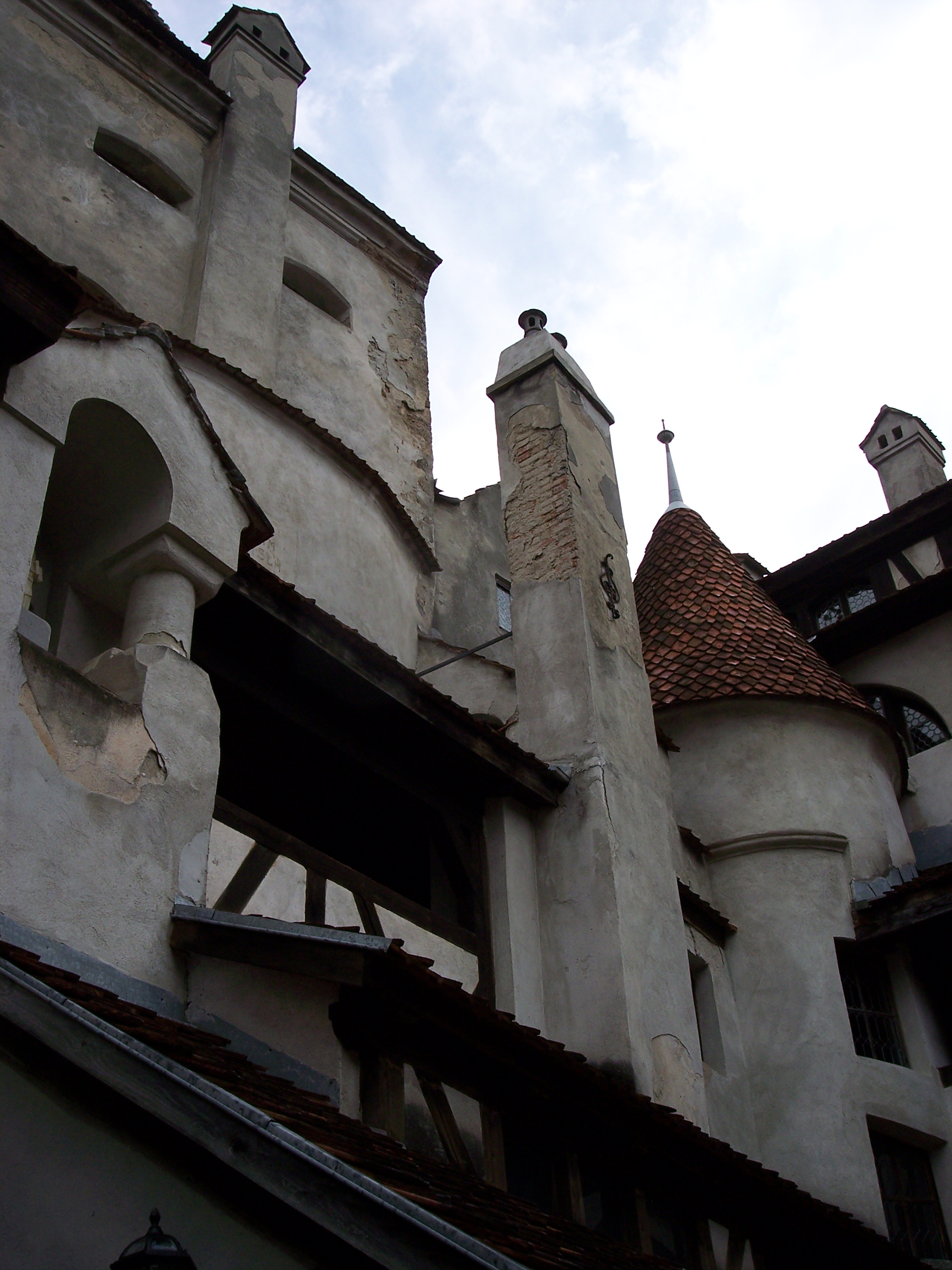
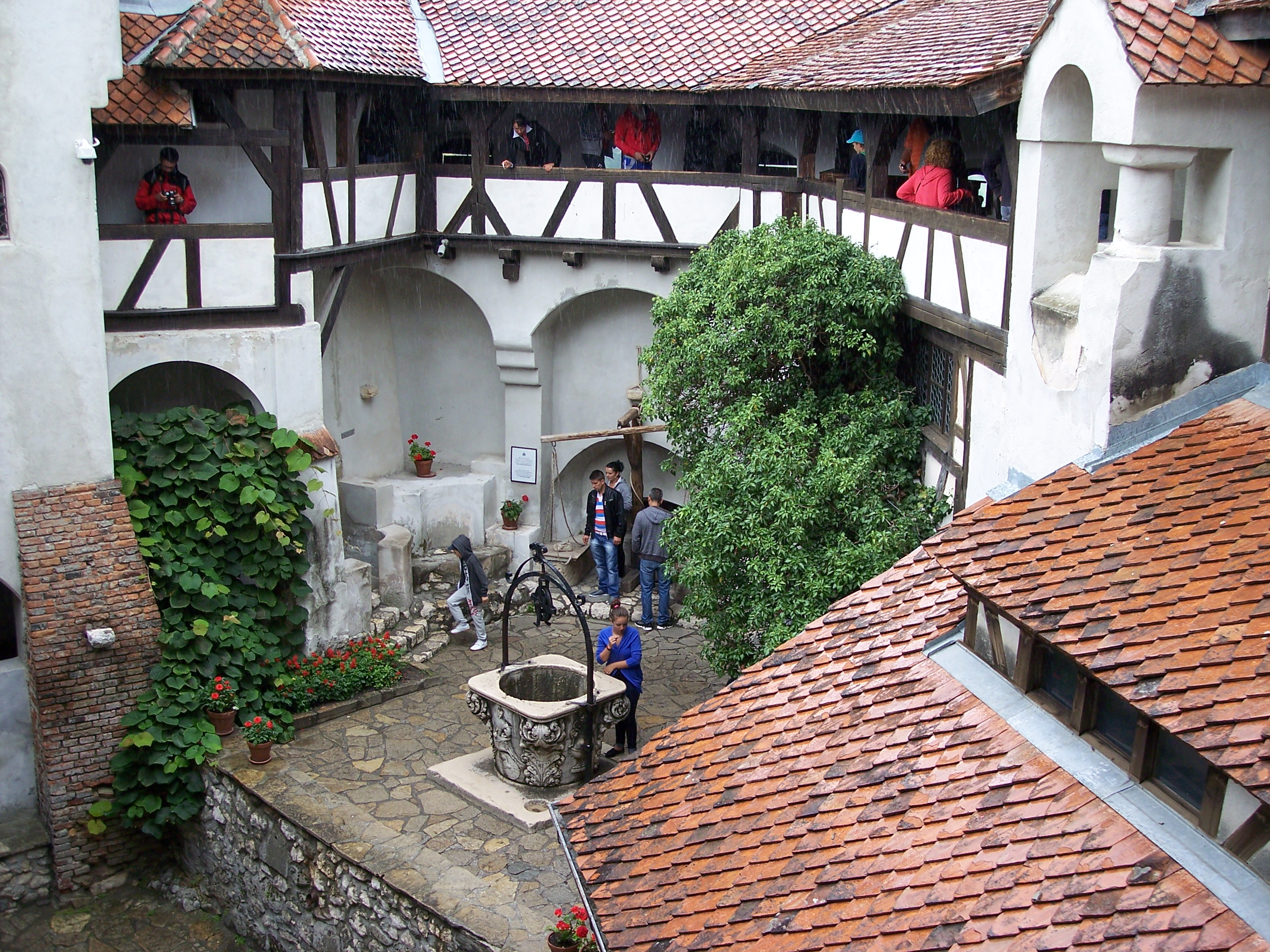
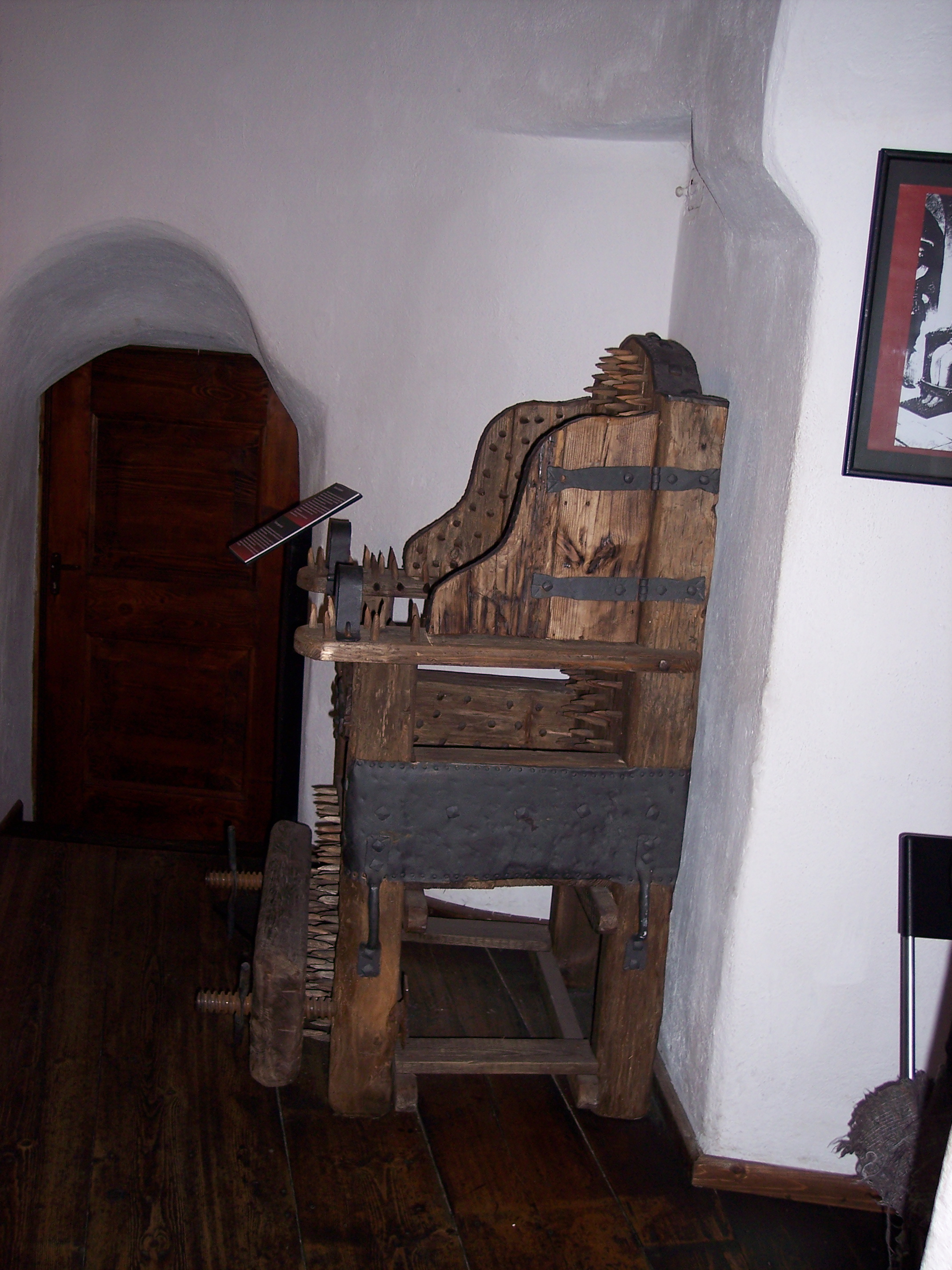
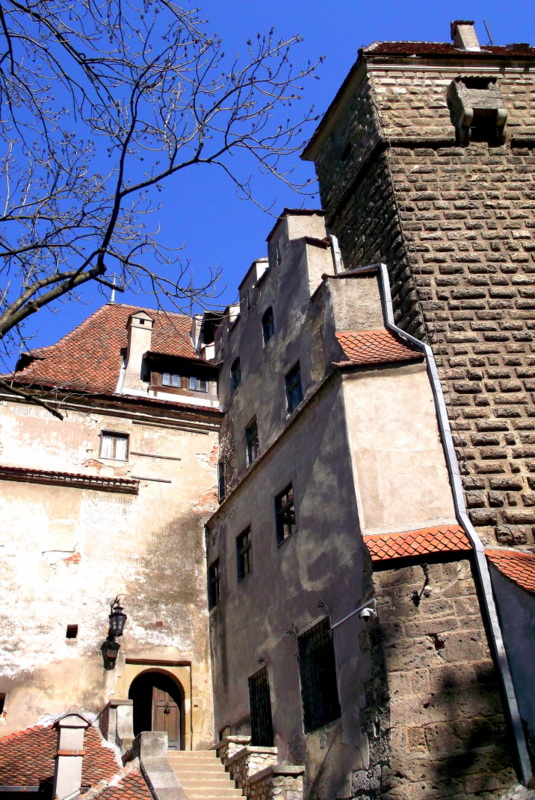
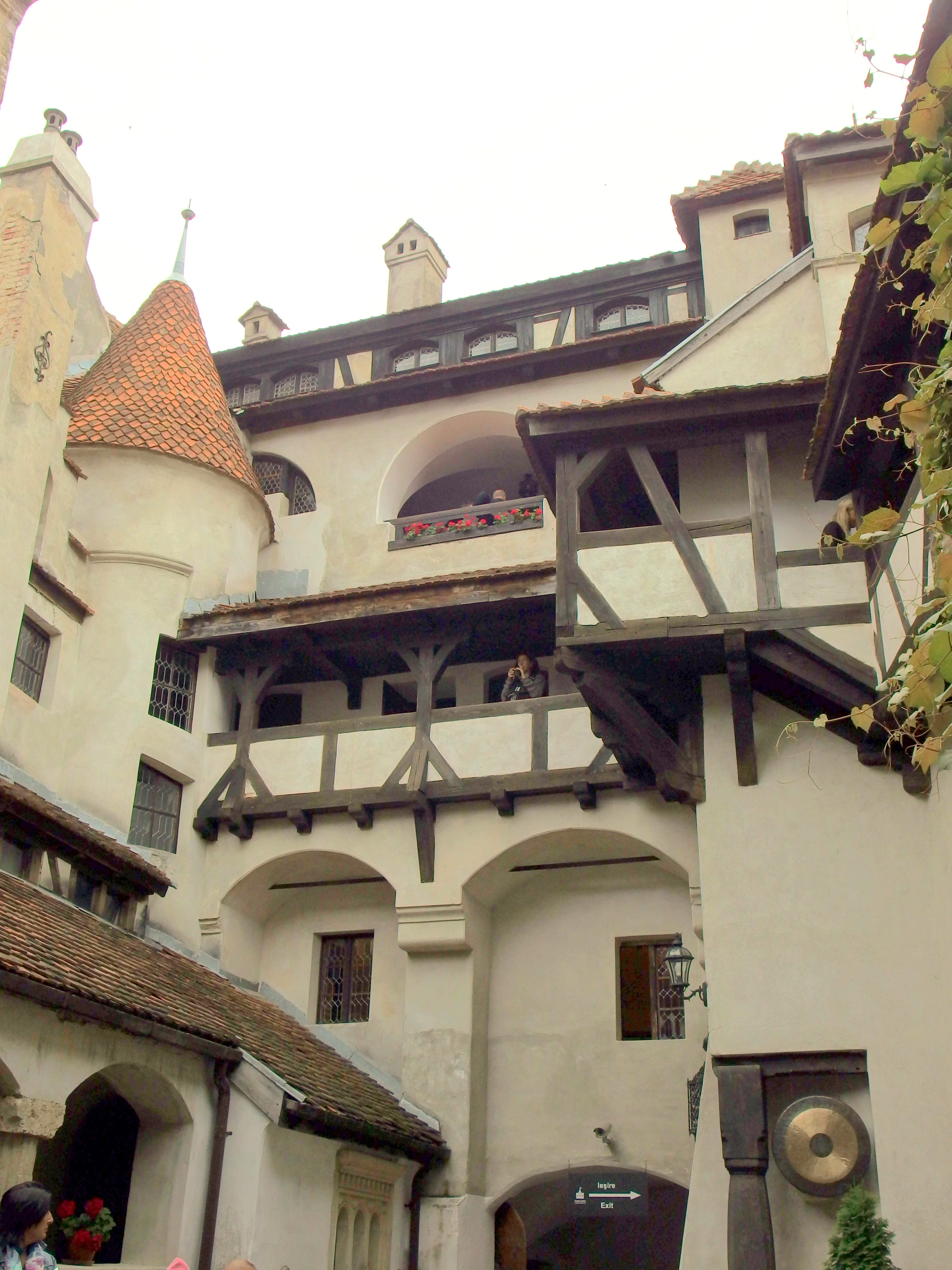